# Can Rius (Caldes de Montbui)
|  | Per a altres significats, vegeu «Jardins de Can Rius». |

Can Rius és un edifici de Caldes de Montbui (Vallès Oriental), catalogat com a bé cultural d'interès local.

## Història
El 1555 Joan Destorrent vengué un conjunt de cases derruïdes a Joan Bou, mercader de Barcelona. Erendavant de la plaça de l'Oli, dels Banys comuns i de la Merceria, i fonaven en part al Carrer del Pont i el Pla de Marc Savall, i enganxat hi havia un hort que arribava a la riera. Estava just al costat de la Capella de Santa Susanna, que es comunicava per una tribuna. Aquestes cases i l'hort eren el que posteriorment seria anomenat Can Rius, «casa ab instantias de banys» (1618), «casa de banys Rius» (1867), Gran establecimiento de baños llamado Rius00 (1873), «Casa de banys coneguda per Casa Rius, propietat de l'il·lustrat català de cor D. Marià de Sans», i Balneari Rius (1922).
La família Rius posseïa la casa Carerras i la torre d'en Negrell, adquirida cap a l'any 1702. Tancat el balneari, Can Rius passà a ser de propietat de la Casa de la Mare de DñeuNtra. Sra. de Montserrat, residència de l'orde dels cooperadors parroquials de Crist Rei l'any 1960. La idea era fer-hi un seminari, però no prosperà. L'edifici va ser ocupat per un orde de monges, les quals hi tenen una residència per a fer oració i recessos espirituals.

## Arquitectura
L'edifici presenta la tipologia típica d'aquests conjunts termals, amb una galeria de banys, unes zones de servei i de comunicació, una zona de dormitoris força ben distribuïda i ordenada, unes zones nobles de grans dimensions (sales de reunions, salons i menjador) i un ampli jardí per passejar. A Can Rius hi ha una clara distinció dels diferents volums segons el seu ús i la seva utilització. Cada element té la imatge que li pertoca pel seu ús determinat.
L'estructura és fonamentalment de parets de càrrega i forjats unidireccionals. Cal destacar l'estructura feta de petits pilars de ferro utilitzats per alleugerir i donar més transparència a la galeria. En el conjunt hi ha diferents tipus de cobertes (coberta plana no transitable i inclinada de teula aràb).
Les façanes importants són les que donen a la riera. Totes elles presenten un ordre en la seva composició, totalment modulades i pautades amb una sèrie d'eixos o franges d'alineació dels diferents forats. Cal destacar la façana de la galeria, aquesta simètrica, amb un component vertical marcat per una sèrie de pilastres i pels pilars metàl·lics. Presenta un clar canvi de materials segons l'alçada. La part baixa de serveis fa de basament a la part noble, molt més delicada, lleugera i transparent. Conserva a la façana estucada un gran nombre de relleus d'un gran treball escultòric. A la façana de l'edifici més alt d'habitacions hi ha un ordre en la disposició dels forats, tant en sentit vertical com horitzontal donant una imatge d'homogeneïtat. Es disposen tots en diferents eixos i perfectament alineats.
De Can Rius s'ha de destacar també el pont, el jardí i la part de muralla de l'antiga vila que envolta l'antic balneari per la banda de ponent. Dit això doncs podem dir que Can Rius és un dels majors balnearis de Caldes de Montbui, que va arribar a tenir una galeria de banys de 40 piles i més de 100 habitacions, salons, restaurants, teatre etc. disposat al llarg de la Riera.